# 杉田玄白
杉田 玄白（すぎた げんぱく、享保18年9月13日〈1733年10月20日〉 - 文化14年4月17日〈1817年6月1日〉）は、江戸時代の蘭学医。若狭国小浜藩医。私塾天真楼を主催した。父は杉田甫仙、母は蓬田玄孝の娘である。諱は翼、字は子鳳、号は鷧齋（）、のちに九幸翁。玄白の口癖から、友人らは彼のことを「草場の蔭」とあだ名していた。

## 人生

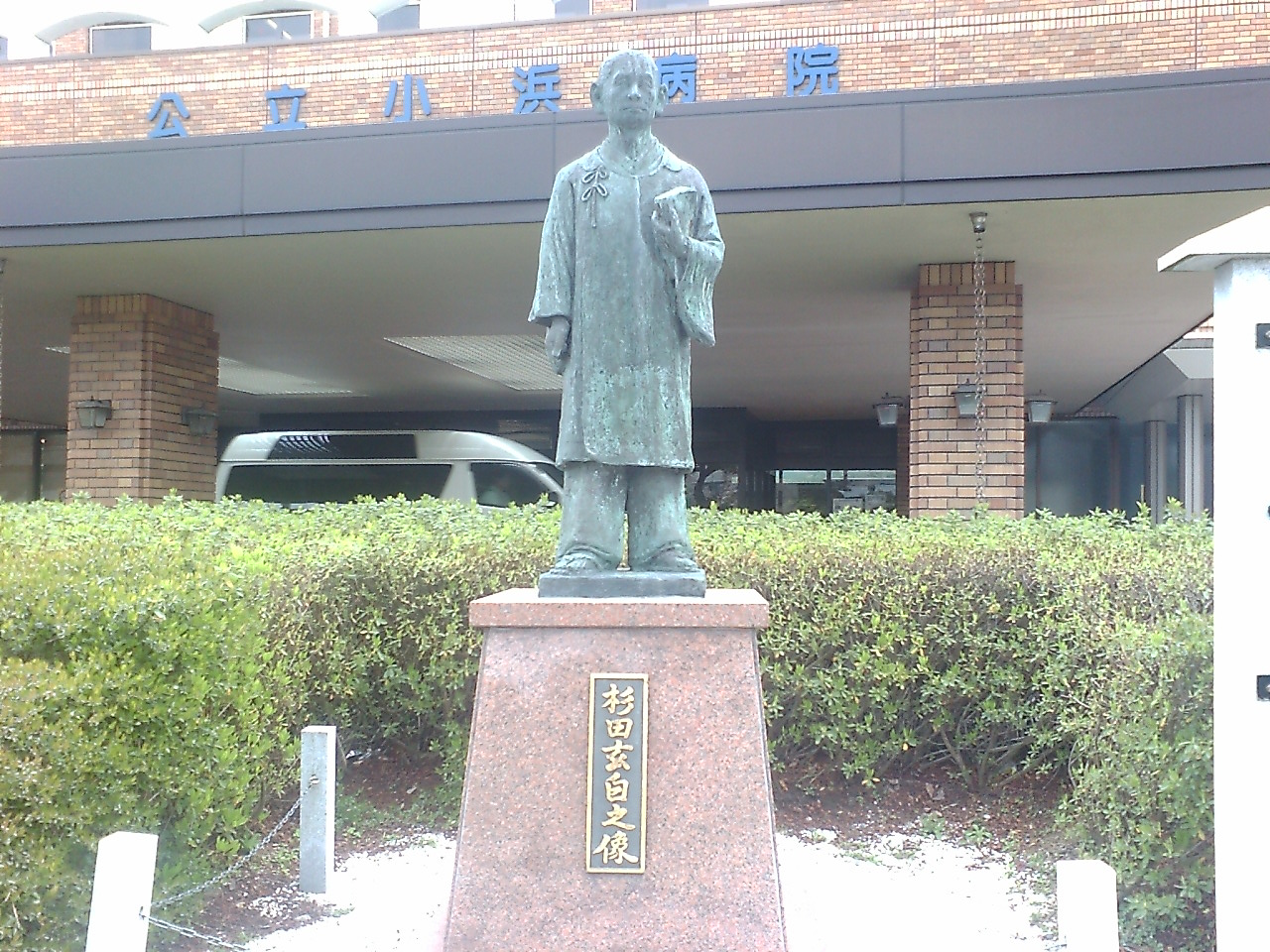
福井県小浜市にある杉田玄白の銅像。杉田玄白記念公立小浜病院の正面に設置されている

江戸、牛込の小浜藩酒井家の下屋敷において、小浜藩医杉田甫仙の三男として生まれる。難産であり、母は出産の際に死去している。
元文5年（1740年）、玄白が8歳の時に一家は小浜へ移った。父の甫仙が江戸詰めを命じられる延享2年（1745年）まで、少年時代を小浜で過ごした。小浜では長男や義母を失っている。
青年期には家業の医学修行を始め、医学は奥医の西玄哲に、漢学は本郷に開塾していた古学派の儒者宮瀬龍門に学んだ。
宝暦3年（1753年）、5人扶持で召し出されて小浜藩医となり、上屋敷に勤める。宝暦4年（1754年）には京都で山脇東洋が、処刑された罪人の腑分け（人体解剖）を実施している。国内初の人体解剖は蘭書の正確性を証明し、日本の医学界に波紋を広げるとともに、玄白が五臓六腑説への疑問を抱くきっかけとなる。
宝暦7年（1757年）には、小浜藩に籍を置きながら日本橋で町医者として開業する。同年7月には、江戸で本草学者の田村元雄や平賀源内らが物産会を主催。出展者には中川淳庵の名も見られ、蘭学者グループの交友はこの頃にははじまっていたと思われる。この頃から山脇東洋の人体解剖や京都の古医方にも影響を受け、家業とする外科領域で新しい道を開くため、中国の外科書や治療方法、日本の経験的薬方や治療方法、聞き及び、あるいはのちに入手した蘭学の知識を織り込みながら『瘍家大成』の編述を開始する。
明和2年（1765年）には藩の奥医師となる。同年、オランダ商館長やオランダ通詞らの一行が江戸へ参府した際、玄白は源内らと一行の滞在する長崎屋を訪問。通詞の西善三郎からオランダ語学習の困難さを諭され、玄白はオランダ語習得を断念している。明和6年（1769年）には父の甫仙が死去。家督（30人扶持）と侍医の職を継ぎ、新大橋の中屋敷へ詰める。

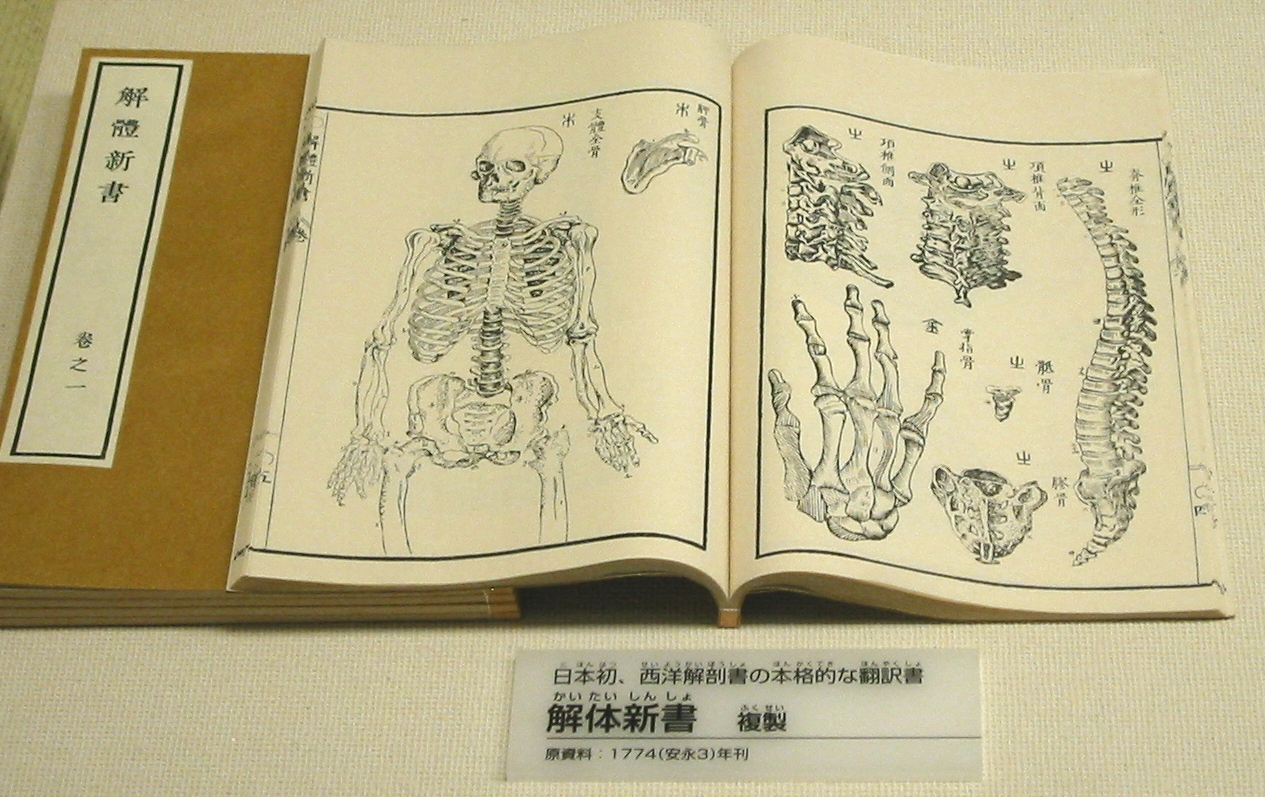
『解体新書』（複製）。国立科学博物館の展示。

明和8年（1771年）、自身の回想録である『蘭学事始』によれば、中川淳庵がオランダ商館院から借りたオランダ語医学書『ターヘル・アナトミア』をもって玄白のもとを訪れる。玄白はオランダ語の本文は読めなかったものの、図版の精密な解剖図に驚き、藩に相談してこれを購入する。偶然にも長崎から同じ医学書を持ち帰った前野良沢や、中川淳庵らとともに「千寿骨ヶ原」（現東京都荒川区南千住小塚原刑場跡）で死体の腑分けを実見し、解剖図の正確さに感嘆する。玄白、良沢、淳庵らは『ターヘル・アナトミア』を和訳し、安永3年（1774年）に『解体新書』として刊行するに至る。友人桂川甫三（桂川甫周の父）により将軍家に献上された。
安永5年（1776年）藩の中屋敷を出て、近隣の竹本藤兵衛（旗本、500石取）の浜町拝領屋敷500坪のうちに地借し外宅とする。そこで開業するとともに「天真楼」と呼ばれる医学塾を開いた。玄白は外科に優れ、「病客日々月々多く、毎年千人余りも療治」と称され、儒学者の柴野栗山は「杉田玄白事は、当時江戸一番の上手にて御座候。是へまかせ置き候へば、少も気遣は無之候」と書き記している。晩年には藩から加増を受けて400石に達している。

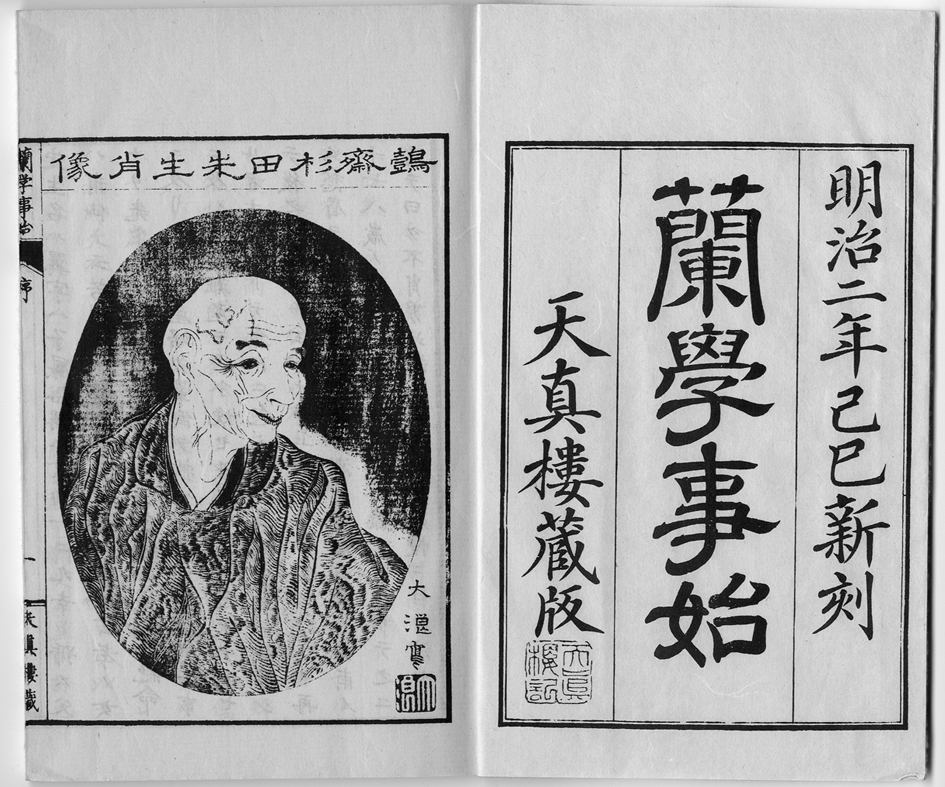
『蘭学事始』明治2年刊。

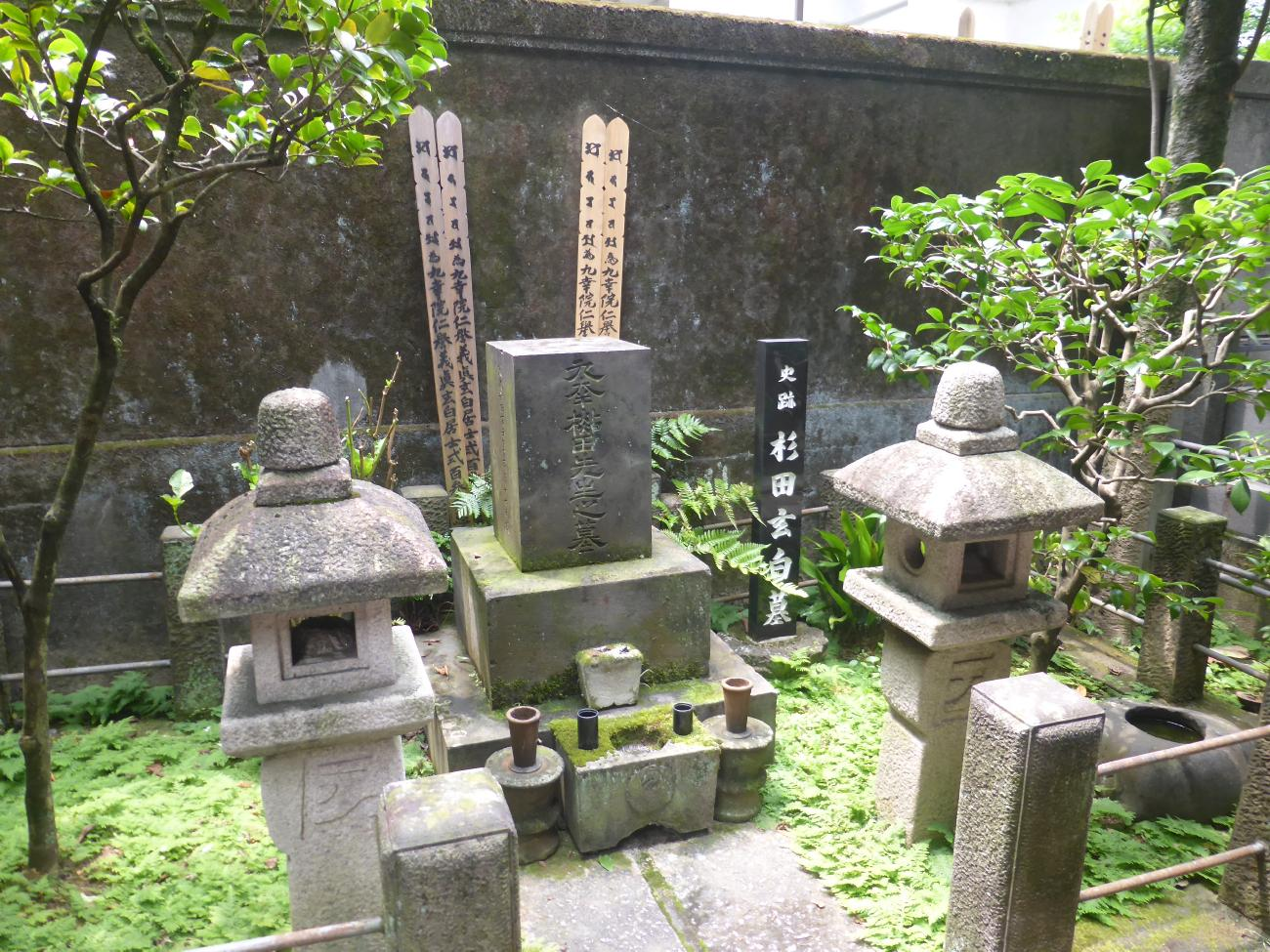
栄閑院にある杉田玄白墓

晩年には回想録として『蘭学事始』を執筆し、後に福沢諭吉により公刊される。文化2年（1805年）には、11代将軍徳川家斉に拝謁し、良薬を献上している。文化4年（1807年）に家督を子の伯元に譲り隠居。著書に『形影夜話』ほか多数。
文化14年（1817年）に83歳で息を引き取る。墓所は東京都港区愛宕の栄閑院。肖像は石川大浪筆のものが知られ、早稲田大学図書館に所蔵されている（重要文化財）。1907年（明治40年）11月15日、贈正四位。

## 系譜

### 祖先
杉田家は近江源氏佐々木氏の支族で、萬石行定の子孫である真野氏の家系とされる（間宮氏も同祖とされる）。戦国時代、武蔵国久良岐郡杉田村（現在の横浜市磯子区杉田）の住人であった真野新左衛門信安は、間宮信高（間宮康俊の四男）に属して水軍の将として武功をあらわし、間宮の名字を許された。間宮（真野）信安の子の主水次郎長安は、北条家滅亡後に杉田村に蟄居し、名字を杉田に改めたという。その後長安は、娘婿の五兵衛忠元とともに、橘樹郡菅生（現在の川崎市宮前区菅生）に移って帰農した。忠元の子・杉田八左衛門忠安は、父の実家が間宮家に仕えていた縁で藤井松平家に推挙され、300石取りの物頭を務めたという。武家としての杉田家は忠安の長男が継ぐが、忠安の二男が医家杉田家の始祖となる初代杉田甫仙であり、玄白の祖父である。
初代杉田甫仙は西玄甫にオランダ語と蘭方医学を学び、藤井松平家（当時は古河藩主）の藩医となる。しかしその後古河藩の改易により浪人を余儀なくされ、最終的に小浜藩酒井家に藩医として召し抱えられた。2代杉田甫仙が玄白の父である。

### 子孫
玄白は前妻・登恵との間に一男二女（扇、八曾）を儲けたが男児が夭折したため、杉田家宗家は、弟子で娘扇の婿となった杉田伯元（1766-1837、仙台藩医建部清庵の子）が嗣ぎ、その後弟子の杉田玄端（1818-1889、玄白再婚後の実子杉田立卿の猶子）が伯元の子・白玄（1801-1874）の養子となって宗家を継いだ。次娘の八曾（1775-1860）は安岡玄真の妻となったが離縁し、某藩の奥女中となり、同藩の藩士の子を養子にして宗端と名乗らせた。
玄白は後妻・伊與との間には、立卿(1785-1845)、藤、そめ（1791-1844）、八百（-1853）を儲けた。玄白にとって二男となる甫仙（後の杉田立卿）は玄白から50石を分けられて別家を立てている。弘化2年11月2日60歳で逝去。末娘の八百は鳥取藩医・田中淳昌（-1840）の妻となり、その子・淳良（1834-1875）は伊沢蘭軒の孫娘の婿となり伊沢棠軒（良安）を名乗った。
孫（立卿の子）の杉田成卿（梅里、1817-1859）は幕府天文方となったが、生まれつきの病弱に加え心労により安政6年2月19日（1859年3月23日）に43歳で逝去した。
子孫としては、成卿の娘婿に洋学者の乙骨太郎乙、その娘婿に帝室林野局技師の江崎政忠、その子に昆虫学者の江崎悌三、その長男によど号ハイジャック事件時の副操縦士・江崎悌一、二女るりの婿に法学者の手島孝、るりの孫に野球選手の長谷部銀次などがいる。なお、銀次が2022年ドラフト会議で広島東洋カープより6位指名された10月20日は玄白の誕生日でもある。

## 著作（近年刊）
- 『杉田玄白－蘭学事始・形影夜話・野叟独語 ほか』[15]
芳賀徹・緒方富雄・楢林忠男訳、中央公論新社〈中公クラシックス〉、2004年
- 片桐一男全訳注『蘭学事始』講談社学術文庫、2000年
- 酒井シヅ全訳注『解体新書』講談社学術文庫、1982年、新版1998年
- 酒井シヅ『すらすら読める蘭学事始』講談社、2004年
- 杉本つとむ訳・解説『知の冒険者たち 「蘭学事始」を読む』八坂書房、1994年
- 緒方富雄校注『蘭学事始』岩波文庫（改版1982年）
- 緒方富雄訳・解説『現代文 蘭学事始』岩波書店、1984年
- 『日本思想大系64・65 洋学』、松村明・佐藤昌介ほか校注、岩波書店。数編が所収
- 片桐一男『杉田玄白評論集』勉誠出版、2017年。著作の解説集

### 評伝
- 片桐一男『杉田玄白』吉川弘文館〈人物叢書〉、新版1986年
- 片桐一男『知の開拓者 杉田玄白 『蘭学事始』とその時代』勉誠出版、2015年
- 片桐一男『杉田玄白と江戸の蘭学塾　「天眞樓」塾とその門流』勉誠出版、2021年
- 松崎欣一『杉田玄白 晩年の世界』慶應義塾大学出版会、2017年
- 宮本義己「杉田玄白の多忙な往診」（『別冊歴史読本』第10巻5号、1985年）、新人物往来社
- 宮本義己「小塚原で腑分けを見る杉田玄白の一日」（『別冊歴史読本』第33巻2号、2008年）
- 高橋伸明『杉田玄白探訪』梓書院、2006年

## 登場作品
小説
- 吉村昭『冬の鷹』新潮文庫、のち「吉村昭歴史小説集成七」岩波書店
- 大沼弘幸・わたなべぢゅんいち 『大江戸乱学事始』 電撃文庫
- 菊池寛『蘭学事始』（青空文庫）

漫画
- みなもと太郎 『風雲児たち』 潮出版社、新版・リイド社
- よしながふみ 『大奥』 白泉社

テレビドラマ
- 『風雲児たち〜蘭学革命（れぼりゅうし）篇〜』（2018年1月1日・NHK正月時代劇、演：新納慎也）
- 『べらぼう〜蔦重栄華乃夢噺〜』（2025年-NHK大河ドラマ、演：山中聡）

テレビアニメ
- 『ねこねこ日本史』（Eテレ、声：佐々木義人）